# Apocephalus strongylus
Apocephalus strongylus är en tvåvingeart som beskrevs av Brown 2000. Apocephalus strongylus ingår i släktet Apocephalus och familjen puckelflugor. Inga underarter finns listade i Catalogue of Life.